# Rybák nejmenší
Rybák nejmenší (Sternula antillarum) je malý severoamerický druh rybáka z rodu Sternula.

## Popis
Rybák nejmenší se velmi podobá rybáku malému, s nímž byl spojován do jediného druhu. Liší se jen šedým zbarvením kostřece.

## Rozšíření
Hnízdí ve třech poddruzích ve Spojených státech, střední Americe a v Karibském moři. Zčásti tažný, někteří ptáci zaletují na jih po Brazílii a Peru.